# パーフェクト (フェアーグラウンド・アトラクションの曲)
「パーフェクト」（Perfect）は、フェアーグラウンド・アトラクションが1988年に発表した楽曲。デビュー・シングルにして全英シングルチャート1位を記録した。

## 概要
作詞作曲はマーク・E・ネヴィン。1988年3月に発売された。7インチシングルのB面は「ミソロジー」。CDマキシシングル盤には「ミソロジー」、「フォーリング・バックワーズ」、そしてカバー曲の「ミステリー・トレイン」が収録された。同年5月発売のアルバム『ファースト・キッス』に収録。
本国のイギリスのほか、アイルランド、オーストラリアなどで1位を記録した。スウェーデンは2位、ベルギーは4位、ニュージーランドは4位、西ドイツは5位。しかしアメリカのビルボード・Hot 100では80位とふるわなかった。
1989年7月2日に川崎クラブチッタ（現・CLUB CITTA'）で行われたライブの音源が2003年8月に『Kawasaki Live in Japan』としてCD化される。同アルバムにライブ・バージョンが収録されている。

## カバー・バージョン
- ベイリー&ザ・ボーイズ - 1990年のシングル。
- Petty Booka - 1996年のアルバム『FUJIYAMA MAMA』に収録。
- 久宝留理子 - 2000年のアルバム『LOVE PULSE』に収録。
- BONNIE PINK - 2005年のアルバム『REMINISCENCE』に収録。
- akiko - 2009年のアルバム『HIT PARADE』に収録。
- エイミー・ダイアモンド - 2010年のアルバム『Greatest Hits』に収録。
- スーザン・ウォン - 2013年のアルバム『マイ・ライヴ・ストーリーズ』に収録。